# Dorstenia brasiliensis
Espèce
Synonymes
- Dorstenia amazonica Carauta, C. Valente & Barth
- Dorstenia brasiliensis fo. balansae Chodat
- Dorstenia brasiliensis var. guaranitica Chodat & Vischer
- Dorstenia brasiliensis var. major Chodat & Hassl.
- Dorstenia brasiliensis var. palustris Hassl.
- Dorstenia brasiliensis var. tomentosa (Fisch. & C.A. Mey.) Hassl.
- Dorstenia brasiliensis var. tubicina (Ruiz & Pav.) Chodat & Vischer
- Dorstenia brasiliensis var. typica Hassl.
- Dorstenia heringeri Carauta & C. Valente
- Dorstenia infundibuliformis Lodd.
- Dorstenia montana Herzog
- Dorstenia montevidensis Miq.
- Dorstenia pernambucana Arruda
- Dorstenia sabanensis Cuatrec.
- Dorstenia schulzii Carauta, C. Valente & Dunn de Araujo
- Dorstenia tomentosa Fisch. & C.A. Mey.
- Dorstenia tubicina fo. major (Chodat & Hassl.) Hassl.
- Dorstenia tubicina fo. subexcentrica Hassl.
- Dorstenia tubicina fo. typica Hassl.
- Dorstenia tubicina Ruiz & Pav.
- Dorstenia tubicina var. genuina Hassl.
- Dorstenia tubicina var. opifera (Mart.) Hassl.[2]

Dorstenia brasiliensis est une espèce de plantes à fleurs de la famille des Moraceae (famille des figuiers) et de l'ordre des Rosales, appelée contrayerba en espagnol (attention, cette appellation vernaculaire générique recouvre une cinquantaine d'espèces différentes dont Flaveria bidentis et Trixis antimenorrhoea).
Elle a été décrite en 1786 par le botaniste Jean-Baptiste Lamarck, dans l'Encyclopédie Méthodique (sect. Botanique, vol. 2, no 317).
Le genre Dorstenia a été nommé en honneur du botaniste allemand Theodor Dorsten (1492 - 1552), tandis que l'épithète spécifique brasiliensis fait bien entendu référence au Brésil.

## Description
C'est une plante herbacée géophyte.

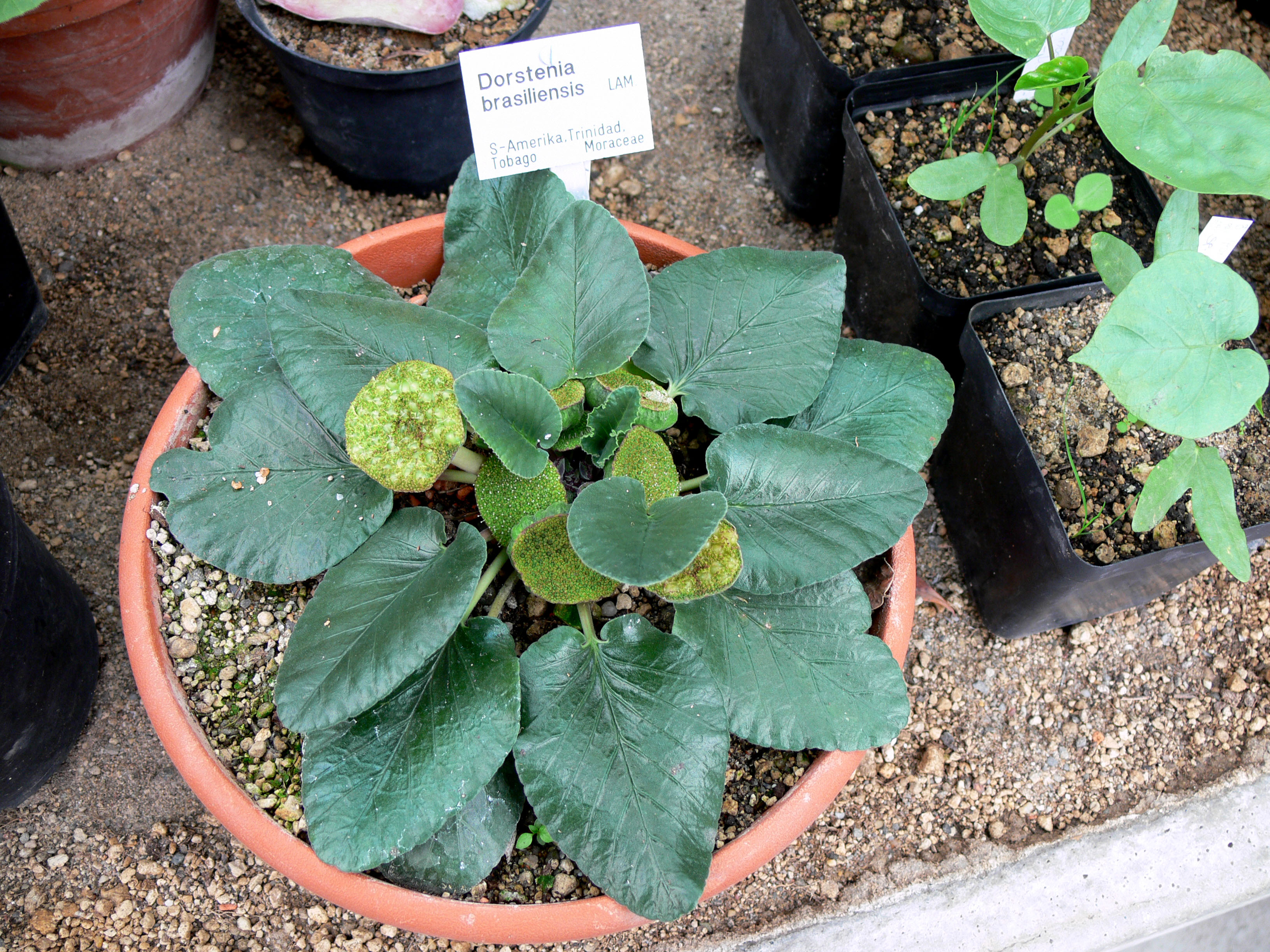
Dorstenia brasiliensis en culture.
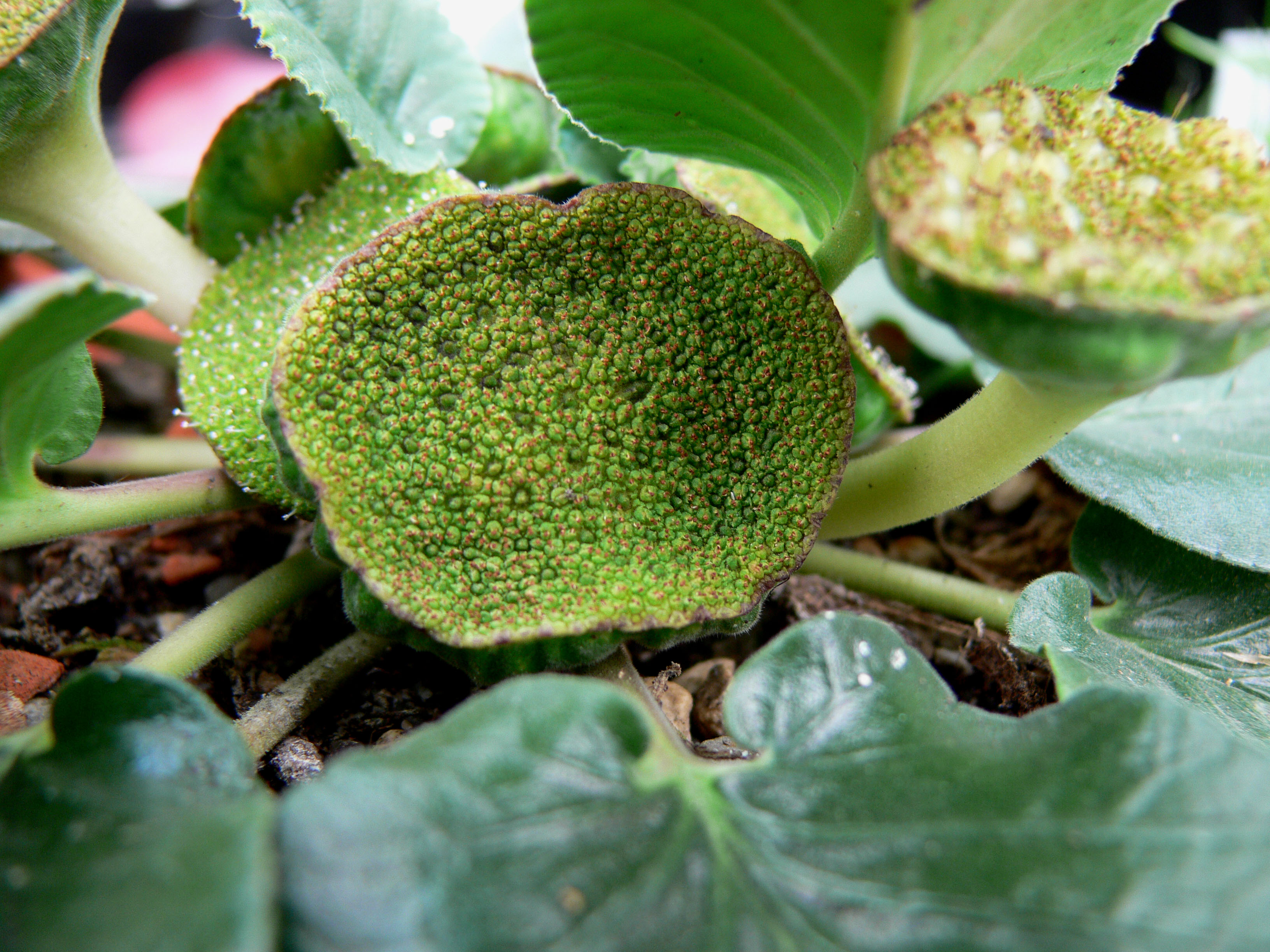
Jeune inflorescence de Dorstenia brasiliensis.
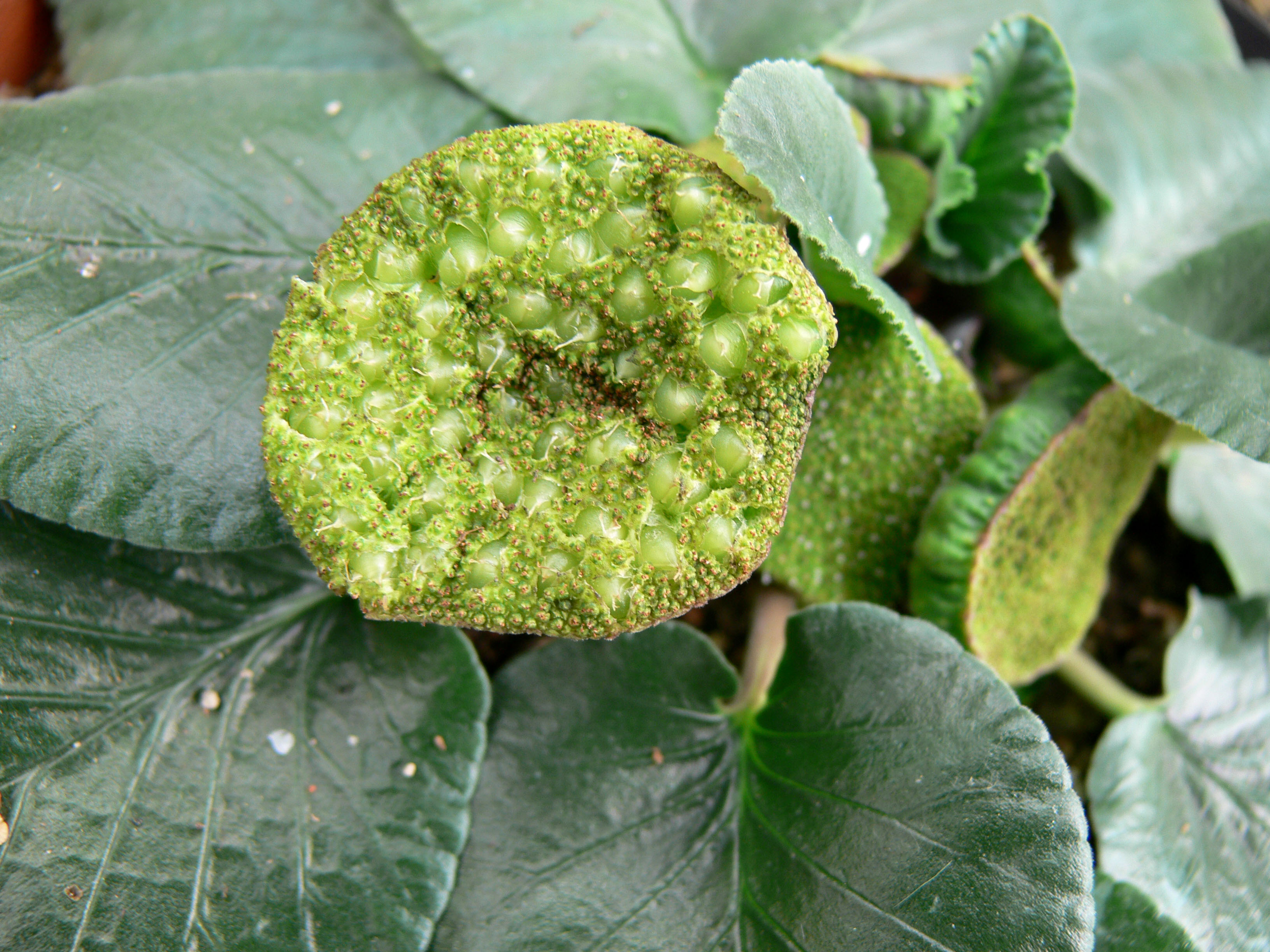
Inflorescence mâture de Dorstenia brasiliensis.

## Répartition
Cette plante est originaire du nord-est et du centre de l'Amérique du Sud (du sud du Brésil, du Paraguay, et du nord-est de l'Argentine au Venezuela),,.
Son aire de répartition recouvre les écorégions de l'Amazonie, du Plateau des Guyanes, de la Forêt Atlantique, et du Cerrado, ainsi que la côte nord-est de Trinidad-et-Tobago.

## Utilisations
On utilise ses feuilles, sa tige, son écorce, son tubercule et ses racines en infusion (à raison de 1 à 2 g par tasse d'eau bouillante), entre autres comme emménagogue, contre les fièvres intermittentes, ou comme tonique, stimulant et diurétique[réf. nécessaire].
Elle serait aussi tonicardiaque et améliorerait la circulation sanguine[réf. nécessaire].
Dans certaines communautés traditionnelles d'Amérique, cette espèce est considérée comme sacrée. Elle sert à la fabrication d'amulettes et de talismans (payé) pour ses propriétés curatives et spirituelles. Il existe un tabou concernant ses propriétés magiques. Elle est très utilisée contre les maladies et contre le “mal”, le “daño”, ou "gualicho", mais aussi pour dominer la volonté de l'être aimé (philtre d'amour)[réf. nécessaire].